# تشارلز إتش باركر
تشارلز إتش باركر (بالإنجليزية: Charles H. Barker)‏ هو عسكري أمريكي، ولد في 12 أبريل 1935 في مقاطعة بيكنز في الولايات المتحدة، وتوفي في 4 يونيو 1953 في كوريا في ممالك كوريا الثلاث.